# シェイク・ムザファ・シュコア

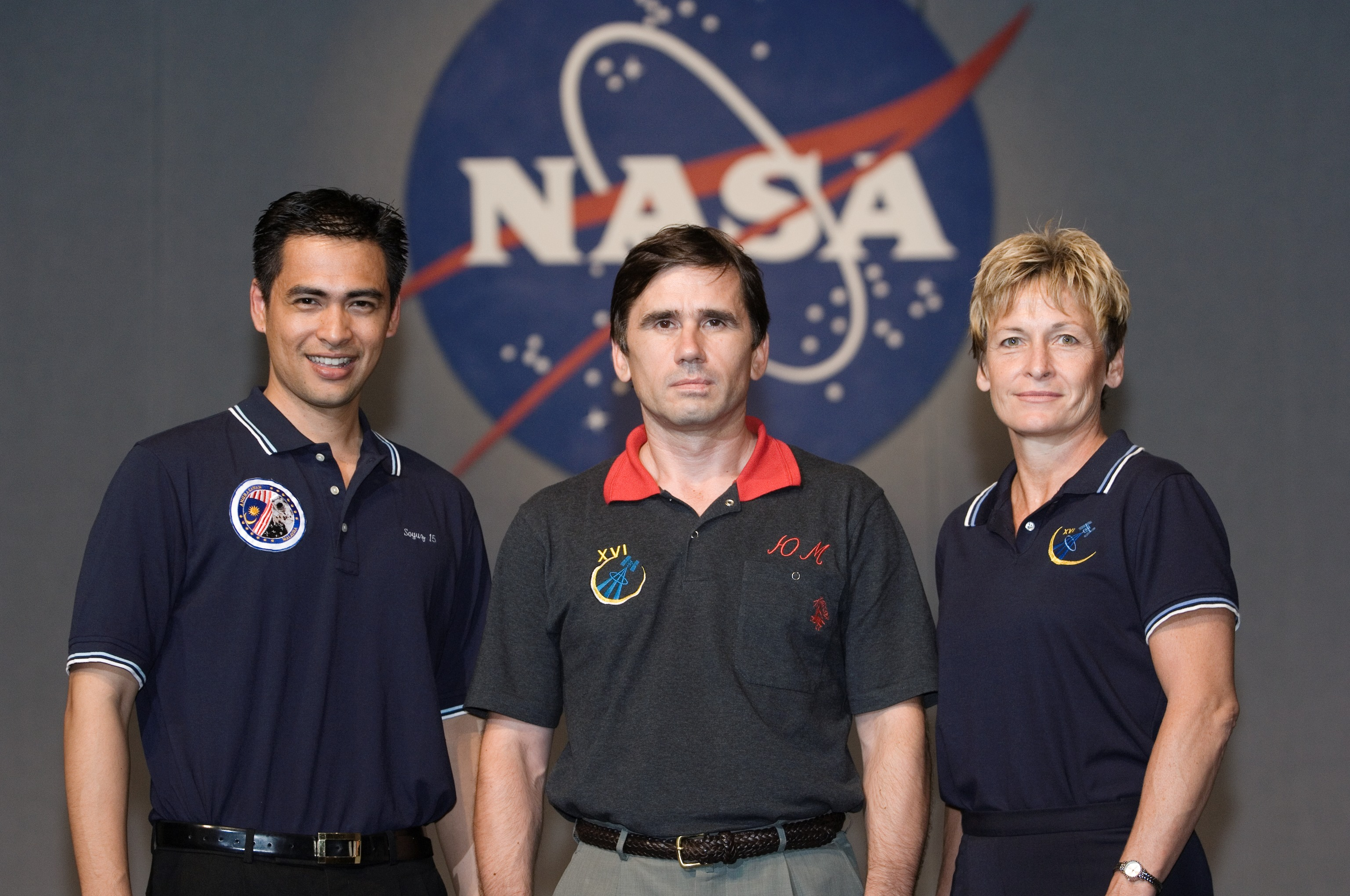
ソユーズTMA-11の乗組員集合写真。左からシュコア、マレンチェンコ、ウィットソン。

シェイク・ムザファ・シュコア（英：Sheikh Muszaphar Shukor、1972年7月27日 - ）はマレーシア生まれの整形外科医、宇宙飛行関係者。初めて宇宙へ行ったマレーシア人であり、宇宙でラマダーン（断食月）を過ごした初のイスラム教徒でもある。

## 経歴
シェイク・ムザファ・シュコアはクアラルンプールに生まれ、インド・カルナータカ州のカストゥルバ医科大学に学んだ。その後マレーシア・スランゴール州のマレーシア国民大学修士課程に在籍し整形外科学を修める最中、マレーシア人の宇宙飛行士を誕生させようとするマレーシア国立宇宙局の国家計画「アンカサワン宇宙飛行計画」に参画することとなる。
2008年現在は医療技官としてマレーシア国民大学に勤務する傍ら、副業としてモデル業も行っている。

## アンカサワン宇宙飛行計画
アンカサワン宇宙飛行計画（Angkasawan spaceflight program、Angkasawanはマレー語で宇宙飛行士を表す）とは、マレーシア人の宇宙飛行士を養成し宇宙へ送り込まんとする、マレーシアの国家計画である。この計画の狙いは国威高揚・国民の鼓舞・ロシア及び他国からの技術吸収にあった。
事の発端は2003年、ロシアのプーチン大統領のマレーシア訪問時、マハティール首相（いずれも当時）と交わされた合意にある。マレーシア空軍がロシアからスホーイSu-30戦闘機（納入時の名称はSu-30MKM）18機を購入する見返りとして、マレーシア人1名を国際宇宙ステーションに派遣することを許諾したのである。
この合意に基づき2003年からマレーシア国内で行われた公開選考試験には11,000人以上の応募があり、2006年初頭、シュコアと他3名の選考通過者がまず選出された。ロシアの星の街での初期トレーニング完了後、シュコアと軍歯科医のファイズ・カリードが選抜され、ロシアでの18ヶ月間の訓練プログラムに入った。最終的に、シュコアが乗組員に選ばれ、カリードはバックアップクルーに回った
。
ただし、シュコアの飛行日程が正式発表された際、彼はアメリカ航空宇宙局 (NASA) から"spaceflight participant"（宇宙飛行関係者）と表現された
。これは正式な宇宙飛行士ではなく、有償で宇宙飛行に参加する一般人に対する呼称であったため、ロシアの駐マレーシア大使が「彼は正式な訓練を受けた宇宙飛行士だ」と反論する一幕もあった。

## 宇宙での任務
2007年10月10日、シュコアは国際宇宙ステーション第16次長期滞在クルーのユーリ・マレンチェンコ、ペギー・ウィットソンと共に、カザフスタンのバイコヌール宇宙基地からソユーズ有人宇宙船（ソユーズTMA-11）で出発した。
国際宇宙ステーションでのシュコアは、被曝線量計を携帯して生活し宇宙での個人被曝量の調査を行った他、宇宙における癌細胞・微生物の成長と特性に関する実験、タンパク質の結晶化に関する実験を行った。
同年10月21日に第15次長期滞在クルーのフョードル・ユールチキン、オレッグ・コトフと共にソユーズTMA-10で帰還した。

## 宗教上の問題
シュコアはイスラム教徒（ムスリム）であるが、イスラム教の戒律が地球上での生活を前提に定められたものであり、宇宙空間では地球上の常識が全く通じないため、宇宙での活動にどう折り合いをつけるのかが問題となった。浮上した問題には以下のようなものがある
。
- ムスリムは1日5回、マッカのカアバの方角に向けて礼拝を行わなければならない。しかし、周回軌道上を高速飛行する宇宙ステーション上では礼拝中も常にマッカの方角が変わってしまう。
- 礼拝時は地に跪くのが作法であるが、無重力の宇宙ステーション内では体が浮いてしまい、跪く体勢を取るのは困難である。また、そもそも無重力では天地の概念が希薄になり、明確に方向づけをすることができない。
- シュコアの飛行予定時間の一部がラマダーン（断食月）と重なっていた。この期間、ムスリムは日中の断食を行うが、24時間で日の出と日没を何度も繰り返す、宇宙空間（地球周回軌道）ではいつ断食を行えばよいのか。
- 宇宙食に戒律で禁じられた食品やその成分（特に豚肉）が含まれていた場合はどうするのか。

シュコア自身はこれらの問題に関して、「私はイスラム教徒だが、最も優先すべきは宇宙での任務遂行だ」としながらも、「宇宙でもムスリムとしての責任を果たしたいし、断食にも臨みたい」と、戒律を遵守する姿勢を見せた。
これを受けてマレーシアのファトワ協議会（the Islamic National Fatwa Council）はイスラム教徒の宇宙活動に関する見解を纏めた18ページのガイドブックを発表し、数々の疑問に答えた。
- 礼拝の方角は宇宙飛行士の判断に委ねられる。
- 礼拝中に跪くことは、無重力によって困難である場合は強制されない。
- 断食が困難ならば、宇宙飛行からの帰還以降に延期を認める。実施可能な場合は、打ち上げ基地であるバイコヌール宇宙基地の標準時を基準とする。
- 宇宙食に関しては、イスラム法に準拠しているか宇宙飛行士の判断に基づき摂取して構わない。